# Sweedie at the Fair
Sweedie at the Fair è un cortometraggio muto del 1914. Il nome del regista non viene riportato. Fa parte di una serie di comiche che ha come protagonista il personaggio di Sweedie, interpretato da Wallace Beery travestito da donna.

## Produzione
Il film fu prodotto dalla Essanay Film Manufacturing Company, quindicesimo titolo della serie dedicata a Sweedie.

## Distribuzione
Distribuito dalla General Film Company, il film - un cortometraggio di una bobina - uscì nelle sale cinematografiche USA il 23 novembre 1914.